# Березань (тендер)
«Березань» — лоц-судно Черноморского флота Российской империи с парусным вооружением тендера, второе из двух судов типа «Буг». Находилось в составе флота с 1850 года, во время службы использовалось для выполнения гидрографических работ на Чёрном море и реке Буг, несения брандвахтенной службы в Очакове, а в последние годы службы в качестве плавучего маяка в Николаеве.

## Описание судна
Парусное лоц-судно с железным корпусом, одной мачтой и парусным вооружением тендера, второе из двух судов типа «Буг». Проектное водоизмещение судна составляло 111 тонн, фактическое — 210 тонн, длина 25 метров, ширина — 6,1 метра, а осадка — 1,4 метра.

## История службы
Тендер «Березань» был заложен на стапеле «железносудостроительного заведения» при Николаевском адмиралтействе в 1852 году, а в 1853 году спущен на воду. Строительство вёл кораблестроитель поручик Александров.
В 1861 году судно было зачислено в состав Черноморского флота России.
В кампании с 1862 по 1872 год судно использовалось для выполнения гидрографических работ на Чёрном море и реке Буг.
В 1873 и 1874 годах тендер нёс брандвахтенную службу на рейде в Очакове.
С 1875 по 1879 год вновь использовался для выполнения гидрографических работ в акватории Чёрного моря.
18 (30) декабря 1879 года тендер был отчислен к Николаевскому порту.
По состоянию на 1902 год числился как «плавучий маяк № 2».

## Командиры судна
Командирами судна «Березань» в составе Российского императорского флота в разное время служили:
- Фёдоров (1862 год);
- Васильев (1863—1869 годы);
- капитан-лейтенант М. С. Эсмонт (1873—1874 годы)[9];
- Вардалах (1875—1879 годы).